# Alma Pihl
Alma Theresia Pihl, senare Klee (ryska: Альма Пиль), född 15 november 1888 i Moskva i Ryssland, död 15 juli 1976 i Helsingfors i Finland, var en finlandssvensk formgivare. Hon arbetade för den ryska hovjuveleraren Fabergé. Under tiden 1911–1917 formgav hon nästan 2 000 smycken. De mest kända av dem är Fabergé-påskäggen Vinterägget och Mosaikägget.
Pihl föddes i en familj av guldsmeder. Hennes far var guldsmedsmästaren Oskar Pihl och hennes morfar guldsmedsmästaren August Holmström. Som 19-åring började hon som lärling i sin morbror guldsmedsmästaren Albert Holmströms verkstad. Det visade sig snabbt att hon var en skicklig designer och smycken med motiv från isblommor som hon gjorde 1911 åt Emanuel Nobel blev mycket uppskattade. Hovet fick upp ögonen för den unga förmågan och kejsar Nikolaj II beställde bland annat påskägg till sin mor änkekejsarinnan Maria Fjodorovna och sin maka Aleksandra Fjodorovna. Pihls karriär slutade i och med den ryska revolutionen. Hon flyttade till Finland med sin man, där hon arbetade som tecknings- och kalligrafilärare i 24 år. Hon höll sin historia hemlig på grund av den antiryska atmosfären och praktiskt taget ingen visste om hennes tid på Fabergé. Först efter Pihls död bekräftade Ulla Tillander-Godenhielm vilken roll Alma Phil haft hos på Fabergé. Som ung självlärd kvinnlig designer var Pihl unik eftersom Fabergé var känd för att värdesatte utbildning och lång erfarenhet. Hennes stil avvek från de rådande nyklassicistiska och rokoko-idealen. Hon hämtade många av sina idéer från sin omedelbara omgivning och is- och snömotiv blev nya inslag i Fabergés produktion. Pihls produktion har börjat uppskattas mera sedan deras ursprung har verifierats.

## Ungdom och studier
Alma Pihl föddes 1888 i Moskva. Hon tillhörde en släkt med guldsmeder, då hennes far var guldsmedsmästaren Oskar Pihl och hennes morfar guldsmedsmästaren August Holmström. Oskar Pihl föddes i Bollstad i Pojo men skickades som sexåring till sin farbror Anders Viktor Pihl i Sankt Petersburg. Denne var en framgångsrik urmakare som gärna sett att Oskar Pihl skulle fortsätta i företaget men Oskar Pihl blev i stället elev till Fabergé-juveleraren August Holmström. Oskar Pihl gifte sig med Holmströms dotter Fanny i Sankt Petersburg och de flyttade till Moskva efter att Pihl fått lån av Fabergé för att inrätta en egen verkstad. De fick fem barn. Oskar och Alma Pihl kom att arbeta med smycken. Familjen var förmögen, eftersom Oskar Pihls smycken sålde bra. De samlade medlen användes för att köpa bland annat en datja i Kraskovo, där familjen ofta tillbringade helger. Oskar Pihl dog 1897 i sin datja vid 37 års ålder. Dottern Alma var åtta år och yngsta barnet Georg bara två år. Efter Oskar Pihls död återflyttade änkan Fanny Pihl till Sankt Petersburg med sina barn. De bodde i August och Hilma Holmströms stora villa i Sjuvalovo. Efter August Holmströms död flyttade Fanny Pihl med sina barn till en egen lägenhet. Hon fick ekonomiskt stöd av sin bror Albert Holmström, som också betalade tjänstefolket.
Alma Pihl gick några år i en förberedande skola, men 1899 kunde hon studera vid den för eliten viktiga tyskspråkiga Annenschule. Hon var en högpresterande elev och kristendomskunskap var hennes favoritämne men hon var också bra på matematik, tyska och engelska. Skolans teckningslärare var den svenskfödde Jevgeni Jakobson. Han hade en examen från Stieglitz konst- och industriskola och hade arbetat hos Fabergé. Alma Pihl fick tydligen privatlektioner i modellteckning av honom. Hon tog examen som primus i sin klass vid Annenschule i maj 1906. I betyget fick hon 5+ i teckning trots att högsta vitsordet bara var 5.

## Karriären som smyckesdesigner

### Från praktikant till första anställning

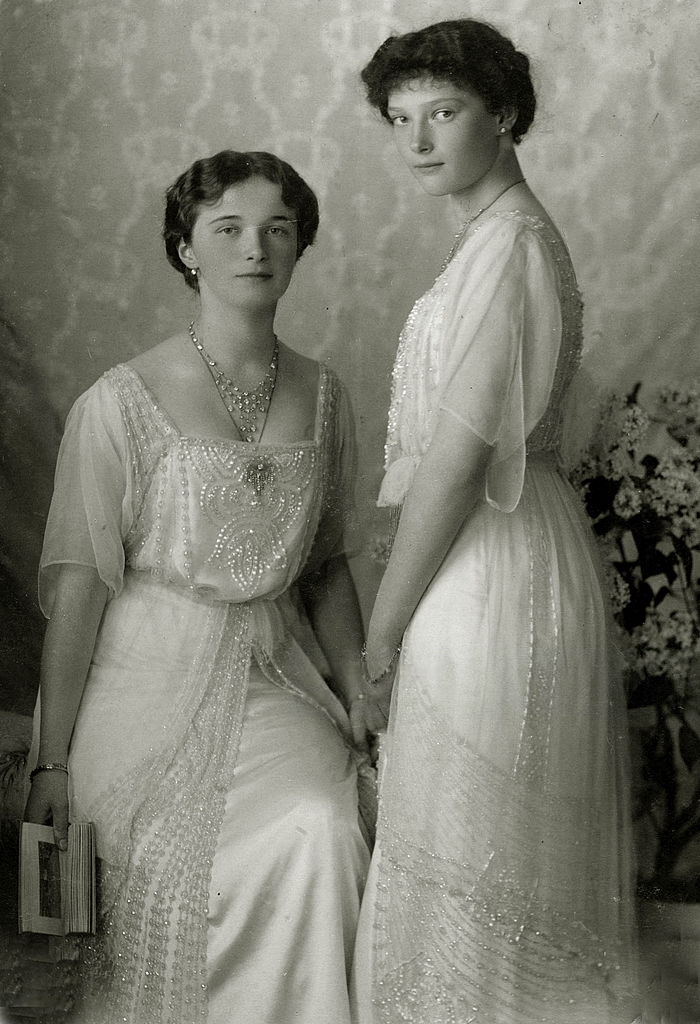
Storhertiginnorna Olga och Tatjana Romanova bär halsband designade av Alma Pihl.

Alma Pihl var 19 år när hon kom till sin farbror Albert Holmströms verkstad som lärling. Hon började som arkivarie. Som praktikant gjorde Pihl även modellteckningar i naturlig storlek till Fabergés arkiv. Förutom ritningen innehöll de information om de ädelstenar och ädelmetaller som användes i smyckena samt tillverkningskostnaderna för smyckena. På den tiden var det vanligt att verkstaden gjorde en så korrekt bild som möjligt av varje tillverkat föremål för arkivet.
Som praktikant fick Alma Pihl värdefulla erfarenheter. Hon lärde sig snabbt att uppskatta produktionskostnaderna och fick snart ansvar för kostnadsberäkningarna. På fritiden skissade han på sina egna idéer. Hennes tidigare teckningslärare Jakobson trodde på sin elevs förmågor som formgivare och vägledde och stöttade henne med sina råd. Efter att morbrodern sett Pihls planer presenterade han dem för butikens personal. Efter att alla tyckte att de var utmärkta beställdes de till butiken som lagervara. Hennes karriär som nästan självlärd smyckesdesigner började vid 19 års ålder.
Pihl fick sitt första självständiga designuppdrag i januari 1911. Då ville direktören för Nobels oljebolag, Emanuel Nobel, beställa ett 40-tal små smycken, helst broscher. Nobel var en av Fabergés uppskattade kunder och han ville ge dem till sina affärspartners makor. Smyckena skulle vara ädla men inte pråliga för att inte verkade som mutor. Nobel ville se något nytt, överraskande och känslosamt. Nobelordern anförtroddes Pihl och eftersom ordern var brådskande började Pihl omedelbart arbeta. Hon hämtade sitt motiv från det frusna Sankt Petersburg. Vintern 1911 var den kallaste på 25 år och Pihl inspirerades av iskristallerna i blomsterträdgårdarna. Hon gjorde sex förslag i guld, platinasilver och rosenslipade diamanter. Nobel uppskattade Pihls enkla och naturliga smycken. Han ville få exklusiva rättigheter till designen och beställde ett set med 40 broscher. Issmyckena tillverkades i Holmströms verkstad och packades i emballage. Ryktet om de vackra smycken spreds snabbt via affärsmännens världsvida resor. Förutom de första broscherna beställde Nobel även andra isblomsmycken, halsband, armband, hängen och miniatyrägg.
Kejsar Nikolaj II var också intresserad av Pihls bästsäljande smycken. Han hade lovat sin dotter ett diamanthalsband till hennes 18-årsdag. Det var dock bara tillåtet att ha en blygsam mängd diamanter, eftersom det inte var lämpligt med för många diamanter för ung kvinna. Av Nikolajs döttrar var det bara Olga och Tatjana som hann få Pihls smycken.

### Äktenskap
Pihl gifte sig med Nikolaj Klee sommaren 1912. Klee var 11 år äldre än Alma Pihl; han hade arbetat som pappersagent och biträdande chef för Kymmenebolagets kontor i Sankt Petersburg. Pihl och Klee hade träffats redan 1906 och han hade friat i juni 1908. Klee hade via tennis blivit bekant med Almas bröder Oskar och Georg. Klee var son till kommerserådet Wilhelm Klee och var från Sordavala. I början av sitt äktenskap bodde det unga paret i Klees barndomshem. Pihl använde dubbelnamnet Pihl-Klee i officiella dokument som en hyllning till hennes far som dog ung.

### De mest kända påskäggen

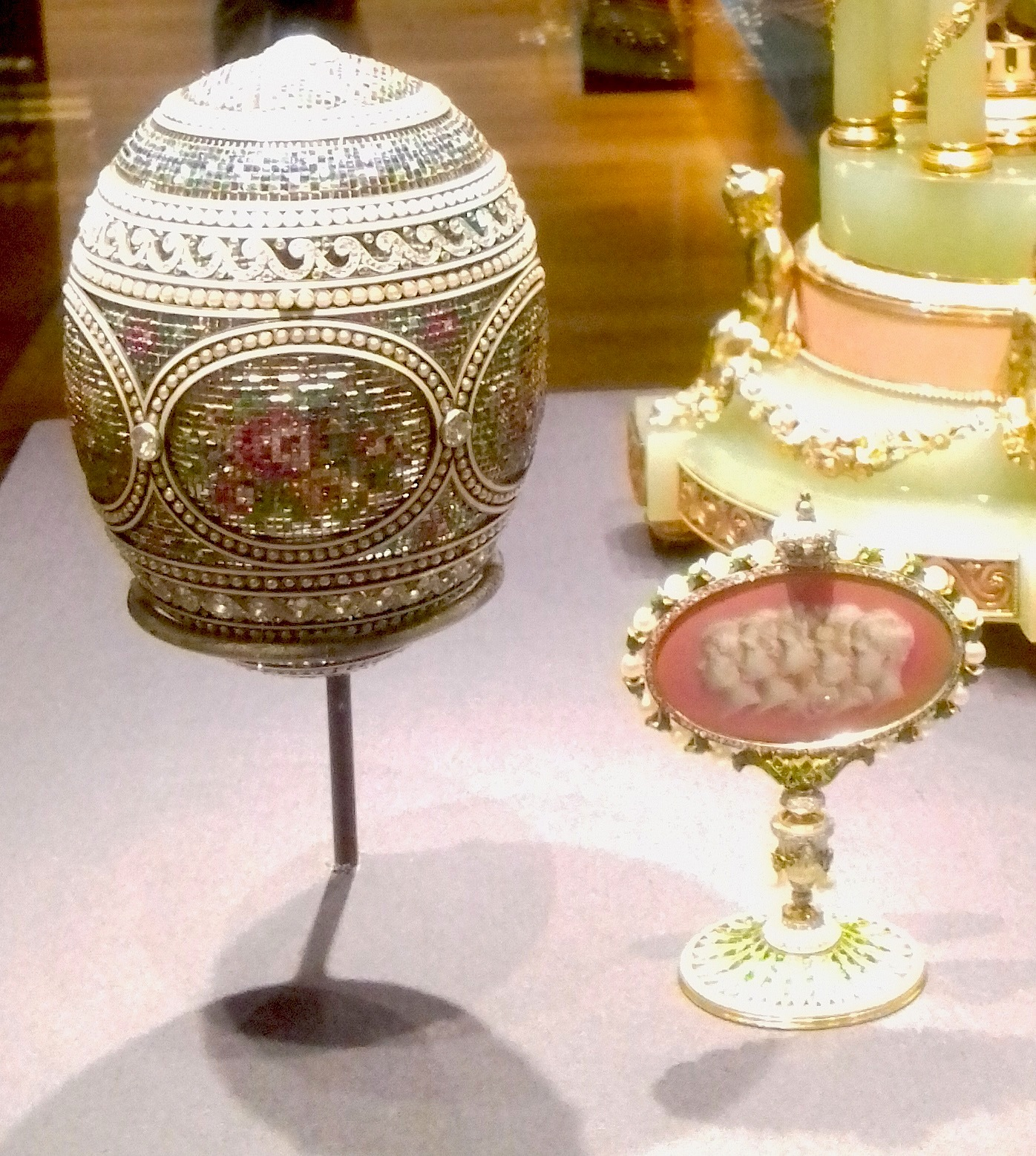
Korsstygnsägget designat av Alma Pihl för kejsarinnan Alexandra (1914).

Till dynastin Romanovs 300-årsjubileum designade Pihl de officiella presentsmyckena. Temat innefattade symboler från det kejserliga hovet, såsom Monomakhs krona som användes vid kröningen av de första ryska tsarerna. Pihl kunde inte välja teman fritt utan smyckena måste följa kejserliga kabinettets instruktioner. Enligt Pihl själv var det svårt att integrera dynastins symboler i smyckena.
Pihls mest kända verk hos Fabergé var två Fabergé-påskägg. Hon designade Vinterägget 1913 för änkekejsarinnan Maria Fjodorovna. Ägget var Nikolajs II:s påskgåva till sin mor. Det bestod av en genomskinligt slipad bergkristall och är dekorerat med 4 508 rosenslipade diamanter, 360 briljanter och månstenar. Överraskningen inuti ägget har å andra sidan en blomkorg i platina, 1 378 rosenlipade diamanter. Vitsipporna i korgen är gjorda av kalcedon och nefrit. Nikolaj II blev förtjust i Vinterägget och beställde 1914 även ett påskägg till sin hustru Alexandra Fjodorovna. Man hoppades att gåvan på något sätt skulle vara relaterad till kejsarinnans hobbyer. Kejsarinnan var känd för att göra hantverk och Pihl hade redan designat två broscher med ädelstenar i rosarrangemang. Pihl bestämde sig för att dekorera presentägget med korsstygnsrosor. Ägget kom att kallas Korsstygnsägget. Det gjordes av gult guld, platina, diamanter, rubiner, smaragder, topaser, safirer, demantoider, citriner och pärlor. Ägget är 9,2 centimeter högt och överraskningen inuti är en miniatyrmålning som står på ett stativ.

## I Finland

### Flytten till Finland
Den ryska revolutionen satte stopp för Fabergés verksamhet i Petrograd och Pihl blev arbetslös. Hon började först studera till tyska språklärare. Nikolaj Klee, å andra sidan, lämnades ensam för att övervaka rättigheterna för Kymmenes filial i Petrograd. 1919 fick makarna pass för att lämna Ryssland. Flytten försenades av Nikolaj Klees arrestering och han måste till och med sitta i fängelse ett tag. Deras pass gick ut och först 1921 fick de nya. Makarna kom till Finland i juni 1921. Där sattes de i karantän i två veckor i Kellomäki. Därifrån fortsatte de till Kuusankoski och Kymmene Bruk. Nikolaj Klee fick anställning på huvudkontoret. Han lärde sig finska och blev så småningom Kymmenes prokurator.

### Pihl som lärare
1927 fick Pihl en tjänst som teckningslärare vid den svenska skolan som upprätthölls av företaget. Hennes svenska var påverkad av språkförhållandena i Ryssland och hon tvekade därför att ta tjänsten men kom till slut att bli lärare i teckning och kalligrafi i 24 år. Trots den finska omgivningen behövdes den svenska skolan då det interna språket på Kymmene var svenska och många tjänstemän var svenskspråkiga. Hon blev uppskattad som lärare. De tidigare eleverna mindes henne som en varmhjärtad, generös och civiliserad person. Eleverna kallade henne "Tant Alma". De uppskattade hennes skicklighet som konstnär. Som lärare var Pihl inte så intresserad av tekniska frågor utan uppmuntrade sina elever att förmedla känslor och rörlighet i sina teckningar. Hon var också beredd att ge uppbyggande kritik om eleverna inte tog vara på sina förutsättningar. Hon kunde greppa sin egen penna för att undervisa om hur man lägger till skuggor, nyanser och djup. Många elever har kommit ihåg Pihl som sin mest inspirerande lärare.

### Familjeliv
Alma och Nikolai Klee bodde de första två åren på Kymmene företagets Klubb. Därifrån flyttade de till en fyrfamiljs timmervilla på Oljebacken i Kouvola. Deras grannar var Junipers. Lydia Kataja, modern i familjen, hjälpte makarna Klee med hushållet. När de senare flyttade till en 160 kvadratmeter stor lägenhet på Lauttakatu fortsatte Lydia Kataja att hjälpa paret. Hennes dotter arbetade som hjälpreda på deltid ett tag. Den sexåriga Lydia, som var dotter till brodern Arthur Pihl, flyttade in hos familj Klee 1934. Arthur Pihl och hans familj hade flyttat till Finland på grund av de svåra förhållandena i Leningrad. När hustrun Irene drabbades av tuberkulos skickades Lydia till Alma och Nikolai Klee och blev deras adoptivdotter. Under förvintern 1939 stod Nikolaj Klees svältande kusin Josef, som var klädd i en trasig damkappa, vid familjens dörr. Han hade lyckats fly från Sovjetunionen. Makarna Klee tog honom i sin vård och han blev kvar i familjen resten av sitt liv.
Nikolaj Klee gick i pension i juni 1951. Makarna, fosterdottern och kusinen flyttade till Munksnäs i Helsingfors. De köpte också nya möbler till huset, eftersom det fortfarande fanns en del smycken över från tiden i Sankt Petersburg. Alma Pihl och fosterdottern blev ensamma kvar efter Nikolajs död 1960 och Josefs 1964. Alma Pihl hade varit väldigt tystlåten om sin tid i Sankt Petersburg. Hon berättade inte om tiden på grund av de antisovjetiska stämningarna i Finland på 1920- och 1930-talen. Hon var rädd för att bli brännmärkt och bara i hemmet vågade hon beröra sin tid i Ryssland. Det var inte förrän på 1970-talet som hon började berätta för fosterdottern om sitt liv. Lydia Pihl bandade in minnena. Alma Pihls hälsa försämrades gradvis och hon blev blind. De sista fyra åren tillbringade hon på Forsby sjukhus. Alma Pihl dog 1976 och begravdes i familjegraven på Sandudds begravningsplats. Lydia Pihl bodde kvar i lägenheten och insisterade på att ingenting skulle slängas. Hon gjorde det praktiskt taget till ett museum för sina fosterföräldrar.

## Produktion och betydelse

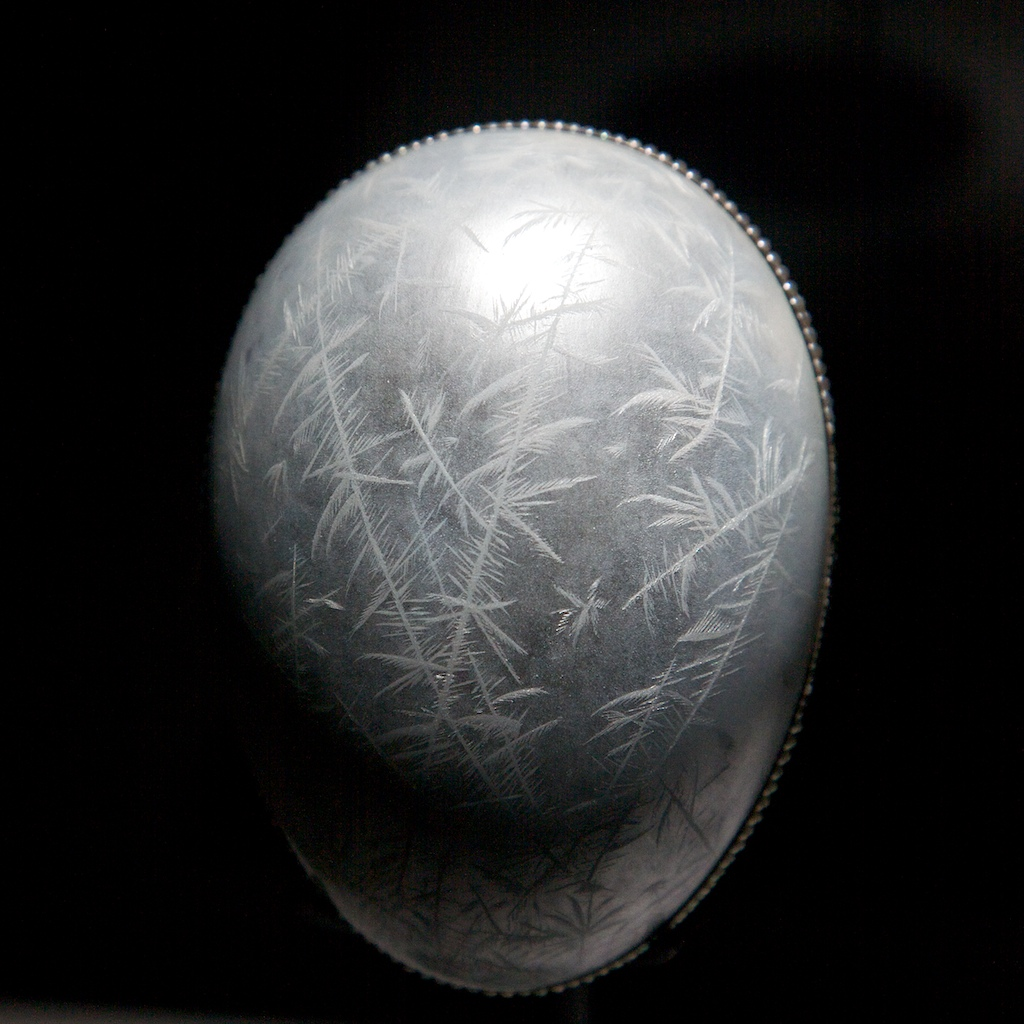
Isägget (1914) är typiskt med de sällsynta ismotiven som Pihl ritat för Fabergé. Det beställdes av Emanuel Nobel. Hon använde platina, silver, diamanter, pärlor och emalj. Inuti ägget fanns ett överraskande diamantdekorerat klockhänge.

Från 1911 till februarirevolutionen 1917 lyckades Pihl designa nästan 2 000 smycken. De mest kända är de två kejserliga påskäggen, vinterägget och korsstygnsägget. Framgången med Pihls första samling av isblommor var exceptionell för hennes tid, eftersom hon var en ung självlärd kvinna. På Fabergé krävdes i regel utbildning och lång erfarenhet. Företaget hade heller inga kvinnliga designers från tidigare.
Pihls omfattande produktion var länge okänd, eftersom hon hade varit så hemlighetsfull. Det var först efter hennes död som forskaren och guldsmeden Ulla Tillander-Godenhielm 1980 lyckades bevisa att Pihl hade arbetat för Fabergé. Tillander-Godenhielm kunde bevisa det med gamla skissböcker och handskriftsprover. Varuböckerna som tillhörde guldsmedsmästaren August Holmström hade hittats hos juveleraren Wartski i London. Tillander-Godenhielm besökte London flera gånger för att studera handskriven text och modellbilder. Hon visade bilderna för sin väninna Lydia Pihl. De såg att handstilen stämde överens med Alma Pihls. Tillander-Godenhielm informerade Wartski om det, och det blev en sensation. Värdet på Pihls arbeten steg när de fick en formgivare.
Pihl är generellt sett mer känd utomlands än i Finland. Smyckena designade av henne säljs regelbundet på de stora auktionshusen. I Finland är smyckeskonsten så begränsad att hon har förblivit ganska okänd. Enligt Mari Lehtosalo, intendent för Kouvolas Poikilo-museer, är Pihl fortfarande den mest kända personen från Kymmenedalen. En minnesplakett sattes upp på väggen till Pihls tidigare hem i början av 2000-talet. Dubbelplaketten avtäcktes i september 2003, med den övre delen i mässing och den nedre delen i brons. Minnestexten är på svenska, ryska, finska och engelska.
Vinterägget har i många sammanhang rankats som Fabergés vackraste konstverk. 1994 såldes Vinterägget på Christie's konstauktion för 5,6 miljoner dollar, vilket var det högsta priset som betalats för något Fabergé-ägg. 2002 sålde den igen för 9,6 miljoner dollar, ett nytt rekord. Det ägs av Qatar Museums Authority. Korsstygnsägget finns för närvarande i kungahusets samlingar i Storbritannien.
Fabergé-smycken representerade ofta nyklassicismens eller rokokons ideal, men Pihl bröt med den traditionen och inspirerades av sin omgivning. Is- och snömotiv hade inte setts tidigare i Fabergéproduktionen. Pihl hade en mycket personlig stil, och stilen var påverkad av art nouveau, art déco och modernism. Enligt Tillander-Godenhielm var Pihl en pionjär som formgivare och hennes verk skulle ha suttit perfekt cirka tjugo år senare.
Pihl sökte ofta inspiration från den nordiska naturen och vinterämnena stod honom särskilt nära. Snöfall, smältande isblock, isblommor och kristaller återkommer ofta i hans design. Pihl var också en pionjär när det gäller att använda lokala material. Sådana dekorativa mineraler som kalcedon och bergkristall passar perfekt in i hennes stil.